# Vincent Mauro
Pour les articles homonymes, voir Mauro.
Vincent Mauro, né le 23 octobre 1943 et mort le 15 juin 2024, est un ancien arbitre américain de soccer. Il fut arbitre international de 1986 à 1991. 

## Carrière
Il a officié dans des compétitions majeures : 
- Coupe du monde de football des moins de 20 ans 1987 (1 match)
- JO 1988 (1 match)
- Coupe d'Asie des nations de football 1988 (3 matchs)
- Copa América 1989 (2 matchs)
- Coupe du monde de football de 1990 (1 match)